# HP Open 2013
HP Open 2013, sponzorovaný firmou Hewlett-Packard, byl tenisový turnaj pořádaný jako součást ženského okruhu WTA Tour, který se hrál na otevřených dvorcích s tvrdým povrchem tenisového centra Ucubo. Konal se mezi 7. až 13. říjnem 2013 v japonské Ósace jako 5. ročník turnaje.
Turnaj s rozpočtem 235 000 dolarů patřil do kategorie WTA International Tournaments. Nejvýše nasazenou hráčkou ve dvouhře se stala jedenáctá tenistka světa Jelena Jankovićová ze Srbska, která se před zahájením turnaje odhlásila poranění levého kyčle.

## Ženská dvouhra

### Nasazení
| Stát               | Hráčka                 | WTA1) | Nasazení |
| ------------------ | ---------------------- | ----- | -------- |
| Srbsko             | Jelena Jankovićová     | 11.   | 1.       |
| Německo            | Sabine Lisická         | 16.   | 2.       |
| Austrálie          | Samantha Stosurová     | 20.   | 3.       |
| Itálie             | Flavia Pennettaová     | 29.   | 4.       |
| Kanada             | Eugenie Bouchardová    | 36.   | 5.       |
| Spojené státy      | Madison Keysová        | 40.   | 6.       |
| Spojené království | Laura Robsonová        | 41.   | 7.       |
| Portoriko          | Mónica Puigová         | 45.   | 8.       |
| Francie            | Kristina Mladenovicová | 47.   | 9.       |

- 1) Žebříček WTA k 30. září 2013.

### Jiné formy účasti
Následující hráčky obdržely divokou kartu do hlavní soutěže:
- Kurumi Naovár
- Laura Robsonová

Následující hráčky si zajistily postup do hlavní soutěže v kvalifikaci:
- Anna Karolína Schmiedlová
- Luksika Kumkhumová
- Barbora Záhlavová-Strýcová
- Belinda Bencicová
  -  Vania Kingová – jako šťastná poražená

### Odhlášení
před zahájením turnaje
- Marina Erakovicová
- Jamie Hamptonová
- Jelena Jankovićová (poranění levého kyčle)
- Bethanie Matteková-Sandsová
- Šachar Pe'erová (poranění plantární fascie)
- Jaroslava Švedovová
- Galina Voskobojevová
- Venus Williamsová

v průběhu turnaje
- Sabine Lisická (poranění levého kyčle)

## Ženská čtyřhra

### Nasazení
| Stát          | Hráčka                     | Stát          | Hráčka                     | WTA1) | Nasazení |
| ------------- | -------------------------- | ------------- | -------------------------- | ----- | -------- |
| Spojené státy | Raquel Kopsová-Jonesová    | Spojené státy | Abigail Spearsová          | 44.   | 1.       |
| Francie       | Kristina Mladenovicová     | Itálie        | Flavia Pennettaová         | 66.   | 2.       |
| Spojené státy | Varvara Lepčenková         | Čína          | Čeng Saj-saj               | 81.   | 3.       |
| Španělsko     | Anabel Medina Garriguesová | Španělsko     | Sílvia Solerová Espinosová | 81.   | 4.       |

- 1) Žebříček WTA k 30. září 2013; číslo je součtem umístění obou členek páru.

### Jiné formy účasti
Následující páry obdržely divokou kartu do hlavní soutěže:
- Misaki Doiová /  Miki Mijamurová
- Kurumi Narová /  Risa Ozakiová

### Odhlášení
v průběhu turnaje
- Polona Hercogová (poranění zad)
- Varvara Lepčenková (gastrointestinální onemocnění)

## Přehled finále

### Ženská dvouhra
- Samantha Stosurová vs.  Eugenie Bouchardová, 3–6, 7–5, 6–2

### Ženská čtyřhra
- Kristina Mladenovicová /  Flavia Pennettaová vs.  Samantha Stosurová /  Čang Šuaj, 6–4, 6–3